# American Dad!
American Dad! è una serie animata statunitense ideata da Seth MacFarlane (già autore de I Griffin), Mike Barker e Matt Weitzman nel 2005 per il canale televisivo Fox; dalla dodicesima stagione, la serie va in onda su TBS.
La prima messa in onda in Italia è del 12 dicembre 2006 su Italia 1. Con la nascita di Italia 2, avvenuta il 4 luglio 2011, il cartone trasloca su questa rete, per poi essere ripreso da Italia 1 il 20 febbraio 2015, dove viene trasmesso in seconda serata il venerdì. Ha invece debuttato sul canale satellitare Fox di Sky il 20 gennaio 2009.

## Trama
La serie parla di una famiglia statunitense che vive a Langley Falls, Virginia, composta da Stan Smith un agente della C.I.A. repubblicano, sua moglie Francine e i due figli adolescenti Hayley e Steve. Alla famiglia si aggiungono Roger, un alieno che Stan ha salvato dall'Area 51, e Klaus, un uomo nel corpo di un pesce rosso risultato di un esperimento della stessa C.I.A. negli anni 1970 e che parla con accento tedesco (si scoprirà in seguito che era uno sciatore della Germania Est).

## Episodi
| Stagione                 | Episodi | Prima TV Stati Uniti | Prima TV Italia |
| ------------------------ | ------- | -------------------- | --------------- |
| Prima stagione           | 7       | 2005                 | 2006-2007       |
| Seconda stagione         | 16      | 2005-2006            | 2007-2009       |
| Terza stagione           | 19      | 2006-2007            | 2008-2009       |
| Quarta stagione          | 16      | 2007-2008            | 2010            |
| Quinta stagione          | 20      | 2008-2009            | 2010-2011       |
| Sesta stagione           | 18      | 2009-2010            | 2011            |
| Settima stagione         | 19      | 2010-2011            | 2011            |
| Ottava stagione          | 18      | 2011-2012            | 2012            |
| Nona stagione            | 19      | 2012-2013            | 2013-2014       |
| Decima stagione          | 20      | 2013-2014            | 2014-2015       |
| Undicesima stagione      | 3       | 2014                 | 2015-2016       |
| Dodicesima stagione      | 15      | 2014-2015            | 2015-2016       |
| Tredicesima stagione     | 22      | 2016                 | 2016-2017       |
| Quattordicesima stagione | 22      | 2016-2017            | 2017-2020       |
| Quindicesima stagione    | 22      | 2017-2019            | 2018-2021       |
| Sedicesima stagione      | 22      | 2019-2020            | 2020-2022       |
| Diciassettesima stagione | 22      | 2020                 | 2021-2022       |
| Diciottesima stagione    | 22      | 2021                 | 2023            |
| Diciannovesima stagione  | 22      | 2022                 | 2023            |
| Ventesima stagione       | 22      | 2023                 | 2024-2025       |
| Ventunesima stagione     | 22      | 2024-2025            | inedita         |

## Trasmissione in Italia
In Italia la serie è stata inizialmente mandata in onda su Italia 1, che ha trasmesso la prima stagione, la seconda stagione ma saltando gli episodi 5 e 6, e cinque episodi della terza stagione (ep. 1, 3, 7, 11 e 13).
Successivamente sono stati trasmessi in prima visione su Fox gli episodi mancanti della seconda stagione (il 5 e il 6) e della terza.
La prima TV torna poi su Italia 1, dove vengono trasmesse la quarta e la quinta stagione, ad eccezione dell'episodio 7 della quarta stagione e dell'episodio 3 della quinta, che sono stati trasmessi su Fox.
I primi sedici episodi della sesta stagione sono stati trasmessi su Fox, mentre gli ultimi due episodi sono stati trasmessi su Italia 2, che ha trasmesso anche la settima, l'ottava, la nona e la decima stagione.
L'undicesima, la dodicesima e la tredicesima stagione sono state trasmesse nuovamente su Italia 1, con l'eccezione del secondo episodio dell'undicesima, e del decimo e del sedicesimo della tredicesima trasmessi su Italia 2. Gli ultimi 2 episodi della tredicesima vengono inizialmente saltati, nonostante la messa in onda della quattordicesima stagione dal 10 luglio 2017 sempre su Italia 1, della quale vengono saltati altri 2 episodi. I 2 episodi saltati della tredicesima stagione verranno trasmessi l'11 e il 18 ottobre in seconda serata sempre su Italia 1. Dal 16 luglio 2018 su Italia 1 vengono trasmessi gli episodi della quindicesima stagione.

## Sigla iniziale
La sigla di American Dad! cambia a ogni episodio, come la frase alla lavagna e la gag del divano de I Simpson. Originariamente la gag prendeva spunto dal titolo del giornale che Stan raccoglieva sull'uscio di casa ed era incentrata sul Governo degli Stati Uniti, i media o l'attualità, come "Titti muore di febbre gialla", "Bush capisce il doppio senso del suo cognome" o "Golfista locale professionista del gioco d'azzardo." Un episodio degno di nota è AAA Alieno cercasi, in cui il giornale ha come titolo "ALIEN SPOTTED!" ("Alieno avvistato"), passando direttamente all'episodio stesso, senza arrivare alla fine della sigla.
Dalla quinta stagione, la sequenza iniziale è stata cambiata: mentre la musica è la stessa della precedente versione, la gag del giornale è stata sostituita da Roger che spunta dall'auto di Stan con un nuovo travestimento a ogni puntata, quasi sempre un abito tipico di qualche personaggio famoso oppure un travestimento già indossato in episodi precedenti.
La sigla è composta da Walter Murphy mentre la versione italiana è cantata da Pino Insegno, il doppiatore italiano di Stan.

## Personaggi
- Stan Smith: agente della C.I.A., patriottico, repubblicano e conservatore. È segnato da un'infanzia traumatica e passata prevalentemente in assenza del padre. Spesso le sue iniziative si rivelano fallimentari o appaiono grossolane e prive di fondamento pratico.
- Francine Smith: tipica mogliettina perbene, che ama il proprio marito, pur essendo spesso in disaccordo con lui. Fa la casalinga. È stata abbandonata dai suoi genitori naturali ed è cresciuta in un orfanotrofio gestito da suore, prima di essere adottata dai suoi attuali genitori, Baba e Mama Ling.
- Hayley Frantumasogni Smith: figlia maggiore di Stan e Francine. Ha una visione politica molto progressista, esattamente il contrario di quella del padre ultra conservatore. Hayley è hippie, animalista e ambientalista.
- Steven “Steve” Anita Smith: figlio minore di Stan e Francine, incarna il tipico stereotipo del nerd. Vede il padre come un proprio modello, sebbene il padre spesso si vergogni di lui, in quanto è un ragazzino piuttosto pigro e impacciato, non bravo negli sport e particolarmente timido soprattutto con le ragazze.
- Klaus Heissler: è il risultato di un esperimento della CIA, che prevedeva di inserire il cervello di uno sciatore della Germania Est, nel corpo di un pesce rosso. È in grado di parlare e possiede un accento tedesco.
- Roger: alieno proveniente dall'area 51 che Stan ha preso con sé (tenendolo nascosto al resto del mondo) come ricompensa per avergli salvato la vita. Non gli è permesso uscire di casa, ma spesso viola questa restrizione camuffandosi con stravaganti costumi per non farsi riconoscere come extraterrestre dalle altre persone. Si è adattato alla vita umana nei peggiori dei modi: leggendo giornali o riviste di attualità, moda o pettegolezzi, mangiando cibi poco salubri, abusando di alcool e sostanze stupefacenti. Ama particolarmente il corpo umano, cercando più volte nella serie di avere storie amorose con umani.

## Home video
I Box DVD non racchiudono le varie stagioni interamente, ma presentano gli episodi della serie divisi per gruppi. In Italia ne sono usciti sei.
| N. | Dicitura   | Episodi contenuti nel cofanetto |
| -- | ---------- | ------------------------------- |
| 1  | Stagione 1 | ep.1x1-2x6                      |
| 2  | Stagione 2 | ep.2x7-3x9                      |
| 3  | Stagione 3 | ep.3x10-4x7, 4x9                |
| 4  | Stagione 4 | ep.4x8, 4x10-5x6                |
| 5  | Stagione 5 | ep.5x7-5x20                     |
| 6  | Stagione 6 | Stagione 6                      |

## Distribuzione

### Trasmissione internazionale
| Paese           | Lingua                    | Canali |
| Paese           | Lingua                    | Prima TV |
| --------------- | ------------------------- | --- |
| Stati Uniti     | Inglese                   | Fox (2005-2014) TBS (2014-in corso) |
| Italia          | Italiano                  | Italia 1 (ep. 1x1-2x4, 2x7-3x1, 3x3, 3x7, 3x11, 3x13, 4x1-4x6, 4x8-5x2, 5x4-5x20, 11x1, 11x3-13x9, 13x11-13x15, 13x17-14x16+) Fox (ep. 2x5-2x6, 3x2, 3x4-3x6, 3x8-3x10, 3x12, 3x14-3x19, 4x7, 5x3, 6x1-6x16) Italia 2 (6x17-10x20, 11x2, 13x10, 13x16, 16x21-16x22, 17x3, 17x5, 17x14, 17x18, 17x21-17x22, 18x1, 18x6, 18x10, 18x14, 18x16, 19x04) |
| Spagna          | Spagnolo (Spagna)         | Fox (ep. 1x1-1x7) FX (ep. 2x1-9x19) Neox (ep. 10x1+) Disney+ |
| Germania        | Tedesco                   | MTV (ep. 1x1-4x16) VIVA (ep. 5x1-6x18, 8x1-9x19) Comedy Central (ep. 7x1-7x19, 10x1-13x22) TNT Comedy (ep. 14x01+) Disney+ |
| Francia         | Francese                  | Canal+ Décalé (ep. 1x1-6x18) NRJ 12 (ep. 7x1-13x22) Disney+ |
| Danimarca       | Danese                    | TV3+ Denmark TV2 Zulu (2012-in corso) |
| Portogallo      | Portoghese                | FX Brasil Rede Globo |
| Canada          | Francese (Québec)         | Télétoon |
| Messico         | Spagnolo (America Latina) | Azteca 7 |
| Costa Rica      | Spagnolo (America Latina) | Repretel |
| Argentina       | Spagnolo (America Latina) | Telefe |
| Bolivia         | Spagnolo (America Latina) | Unitel |
| Cile            | Spagnolo (America Latina) | FX UCV TV |
| Colombia        | Spagnolo (America Latina) | FX RCN Televisión |
| Ecuador         | Spagnolo (America Latina) | Teleamazonas |
| El Salvador     | Spagnolo (America Latina) | Canal 6 |
| Guatemala       | Spagnolo (America Latina) | Trecevisión |
| Honduras        | Spagnolo (America Latina) | Sotel |
| Nicaragua       | Spagnolo (America Latina) | Telenica |
| Panama          | Spagnolo (America Latina) | Canal 4 |
| Paraguay        | Spagnolo (America Latina) | SNT |
| Rep. Dominicana | Spagnolo (America Latina) | Telesistema |
| Uruguay         | Spagnolo (America Latina) | Monte Carlo TV |
| Venezuela       | Spagnolo (America Latina) | Venevisión |
| Israele         | Ebraico                   | Xtra Hot (ep. 1x1-3x19) Hot 3 (ep. 4x1-9x19) HOT Plus (ep. 10x1+) |
| Lettonia        | Lettone                   | MTV |
| Lituania        | Lituano                   | MTV |
| Ungheria        | Ungherese                 | Viasat6 Humor+ Disney+ |
| Paesi Bassi     | Olandese                  | Comedy Central |
| Polonia         | Polacco                   | Canal+ AXN Spin Disney+ |
| Russia          | Russo                     | 2x2 |
| Finlandia       | Finlandese                | Sub |

## Doppiaggio
| Personaggio           | Voce originale                   | Doppiatore italiano                                               |
| Personaggi principali | Personaggi principali            | Personaggi principali                                             |
| --------------------- | -------------------------------- | ----------------------------------------------------------------- |
| Stan                  | Seth MacFarlane                  | Pino Insegno                                                      |
| Francine              | Wendy Schaal                     | Claudia Razzi                                                     |
| Hayley                | Rachael MacFarlane               | Antonella Baldini                                                 |
| Steve                 | Scott Grimes                     | Paolo Vivio                                                       |
| Roger                 | Seth MacFarlane                  | Franco Mannella                                                   |
| Klaus                 | Dee Bradley Baker                | Roberto Stocchi                                                   |
| Personaggi secondari  |                                  |                                                                   |
| Jeff Fischer          | Jeff Fischer                     | Nanni Baldini                                                     |
| Avery Bullock         | Patrick Stewart                  | Sergio Tedesco (st. 1-6) Saverio Indrio (st. 7-20)                |
| Terry Bates (st.10+)  | Mike Barker                      | Gerolamo Alchieri                                                 |
| Greg Corbin           | Seth MacFarlane                  | Roberto Draghetti (st. 1-14) ? (st.15+)                           |
| Debbie Hyman          | Lizzy Caplan                     | Domitilla D'Amico                                                 |
| Reginald (st.4+)      | Donald Fullilove                 | Stefano Mondini                                                   |
| Preside Lewis         | Kevin Michael Richardson         | Alessandro Ballico                                                |
| Snot                  | Curtis Armstrong                 | Simone Crisari (st. 1) Gabriele Sisci (st. 2+)                    |
| Barry                 | Eddie Kaye Thomas/Craig Ferguson | Luca Giliberto (st.1-7) ? (st. 8-13) Stefano Broccoletti (st.14+) |
| Jackson               | Mike Henry                       | Marco Baroni                                                      |
| Jack Smith            | Daran Norris                     | Luca Biagini Wladimiro Grana (ep.1x11)                            |
| Betty Smith           | Swoosie Kurtz                    | Graziella Polesinanti                                             |
| Bah Bah Ling          | Tzi Ma                           | Ambrogio Colombo                                                  |
| Mah Mah Ling          | Amy Hill                         | Paola Giannetti                                                   |
| Dick Reynolds         | Stephen Root David Koechner      | Alessandro Ballico Fabrizio Russotto                              |
| Ray                   | Victor Raider-Wexler             | Paolo Marchese                                                    |

L'edizione italiana è curata da Ludovica Bonanome per Mediaset fino alla stagione 13. Il doppiaggio è stato eseguito prima da CD Cine Doppiaggi (st. 1-6), poi da La BiBi.it (st. 7-16), sotto la direzione di Francesca Draghetti e Pino Insegno (st. 1-3), poi solo di Francesca Draghetti (dalla st. 4).
Dalla stagione 14 alla 16 l'edizione italiana passa a Titti Mastrocinque, mentre dalla stagione 17 l'edizione italiana passa a Paola Curcio, sempre per Mediaset, mentre il doppiaggio è eseguito alla Iyuno Italy con la stessa direzione e staff.